# Jošinobu Minova
Jošinobu Minova (japonsko 箕輪 義信), japonski nogometaš, *2. junij 1976.
Za japonsko reprezentanco je odigral eno uradno tekmo.